# John Rebecca
John Biagio Rebecca (Saffron Walden, 1772 – 1847) è stato un architetto inglese.
Figlio di Biagio Rebecca, è considerato il principale architetto di edifici in stile georgiano di Worthing nel West Sussex. A Worthing progettò la chiesa di San Paolo (St. Paul's Church), la Beach House e la Marine Parade, che ospitava nel XIX secolo la Stafford's Marine Library. Progettò anche i Royal Baths (non più esistenti) e molti altri edifici nei dintorni di Worthing.
Altri lavori di John Rebecca sono castel Goring e la facciata di Knebworth House nel Hertfordshire. Nel 1818, per conto di John Shelley-Sidney, ristrutturò in stile Tudor revival le facciate di Penshurst Place a Tonbridge. Nel 1820 fu ricostruita su suo progetto la Buckingham House di Shoreham-by-Sea (non più esistente), e nel 1822 la Old Rectory di Crowell nell'Oxfordshire.